# Agnac (Lot y Garona)
 Agnac  es una población y comuna francesa, en la región de Nueva Aquitania, departamento de Lot y Garona, en el distrito de Marmande y cantón de Lauzun.

## Demografía
| 372 | 350 | 367 | 408 | 381 | 388 | 476 |
| Para los censos de 1962 a 1999 la población legal corresponde a la población sin duplicidades (Fuente: INSEE [Consultar]) |     |     |     |     |     |     |